# Герб Андорри
Герб Андорри — один з офіційних символів Андорри. Сучасна версія гербу була затверджена 1969 року. Девіз на гербі: VIRTUS VNITA FORTIOR (лат. Разом ми сильніші!). Герб країни також присутній на прапорі Андорри.